# بني راتن (زينات)
بني راتن هي إحدى مشيخات المملكة المغربية، تتبع جغرافيا لإقليم تطوان وإداريًا لزينات. يقدر عدد سكانها بـ 1931 نسمة حسب الإحصاء الرسمي للسكان والسكنى لسنة 2004.